# Limousinský skot
Limousinský skot, limousin [limuzén], limousine (francouzsky la (race) limousine) , česky též „limuzín“, je masné plemeno skotu pocházející ze střední Francie. V zemi původu je druhým nejpočetněji chovaným masným plemenem. Je chován též v Česku, kde se uplatňuje především v užitkovém křížení.

## Původ plemene
Plemeno pochází z oblasti Limousin, původní skot byl až do první poloviny 20. století používán především k tahu. K práci byla vybírána zvířata velkého tělesného rámce, s pevným postojem a vynikajícím osvalením. Plemenná kniha byla založena v roce 1886. Od roku 1900 se limousin šlechtí ve směru na masný skot s vysokou jateční výtěžností, velkým podílem svaloviny a nízkým sklonem k tučnění.

## Charakteristika
Barva je červená až cihlová po celém plášti, jen mulec, končetiny a okolí očí jsou světlejší. Jedinec dorůstá 4–5 let, krávy dosahují živé hmotnosti 600–750 kg při výšce v kohoutku asi 137 cm, býci hmotnosti 1100–1400 kg při výšce asi 143 cm.
Zvířata jsou nápadná výrazným osvalením především kýty, beder a plece. Plemeno je rohaté, ale v poslední době šlechtění směřuje ke zvyšování podílu geneticky bezrohých jedinců.
Limousinský skot se vyznačuje dobrou chodivostí, odolností proti počasí, dobrou plodností a dlouhověkostí. Porody jsou snadné. Vynikající je též pastevní schopnost a konverze objemných krmiv. Býci vybraní k plemenitbě dosahují denních přírůstků 1300 g, ve výkrmu nemají sklon k tučnění a jatečná výtěžnost je vysoká. V České republice se úspěšně používá k zušlechťování stád a k produkci kříženců (nejčastěji s českým strakatým skotem).
Zajímavostí je, že nástěnné malby skotu v Lascaux ve Francii se podobají dnešním limousinům.